# أنتوني بارنت
أنتوني بارنت (بالإنجليزية: Anthony Barnett)‏ هو كاتب وصحفي بريطاني، ولد في 1942.